# Nerina Montagnani
Nerina Montagnani, née le 20 avril 1897 à Maranello (province de Modène) et morte le 4 novembre 1993 dans la même ville, est une actrice de cinéma et de télévision italienne.

## Biographie
À partir de 1918, elle a travaillé comme gouvernante et jardinière dans de nombreuses maisons nobles en France et en Italie, notamment dans la maison Casati. À 68 ans, alors qu'elle travaille au Palazzo Barberini comme jardinière, elle est découverte par Federico Fellini qui lui confie des seconds rôles dans Juliette des esprits (1965), Satyricon (1969) et Les Clowns (1971),.
Son premier film non-fellinien dans lequel elle apparaît dans un petit rôle non crédité, est La mort était au rendez-vous, réalisé en 1967 par Giulio Petroni. Ce western a été suivi de nombreux autres films, notamment des comédies. En 1976, elle joue le rôle de la grand-mère d'Enrico Montesano dans le film Fièvre de cheval, aux côtés de Gigi Proietti et Catherine Spaak. À quatre-vingts ans, elle participe avec Ugo Tognazzi au sketch Mammina e mammone du film Les Nouveaux Monstres (1977).
Pendant près de quinze ans, à partir de 1977, elle joue à la télévision, dans le rôle de Natalina, l'acolyte de Nino Manfredi dans les publicités pour le café Lavazza. Vers 1990, elle retourne vivre à Maranello, sa ville natale, où elle meurt trois ans plus tard d'une bronchopneumonie.

## Filmographie non exhaustive

### Actrice
- 1965 : Juliette des esprits (Giulietta degli spiriti) de Federico Fellini
- 1967 : La mort était au rendez-vous de Giulio Petroni
- 1968 : Serafino de Pietro Germi
- 1969 : Une poule, un train... et quelques monstres (Vedo nudo) de Dino Risi
- 1969 : Satyricon de Federico Fellini
- 1969 : Le Rendez-vous (The Appointment) de Sidney Lumet
- 1970 : Drame de la jalousie d'Ettore Scola
- 1970 : Un prêtre à marier (Il prete sposato) de Marco Vicario
- 1970 : Terzo canale (Avventura a Montecarlo) de Giulio Paradisi
- 1970 : L'interrogatorio (it) de Vittorio De Sisti
- 1970 : La Califfa d'Alberto Bevilacqua
- 1970 : Le Devoir conjugal (Il debito coniugale) de Francesco Prosperi
- 1970 : La Femme du prêtre (La moglie del prete) de Dino Risi
- 1971 : Une prostituée au service du public et en règle avec la loi (Una prostituta al servizio del pubblico e in regola con le leggi dello stato) d'Italo Zingarelli
- 1971 : Les Clowns (I clowns) de Federico Fellini
- 1971 : Super Témoin (La supertestimone) de Franco Giraldi
- 1971 : Trastevere de Fausto Tozzi
- 1972 : Anche se volessi lavorare, che faccio? de Flavio Mogherini
- 1972 : Ton vice est une chambre close dont moi seul ai la clé (Il tuo vizio è una stanza chiusa e solo io ne ho la chiave) de Sergio Martino
- 1972 : François et le Chemin du soleil (Fratello sole, sorella luna) de Franco Zeffirelli
- 1972 : Canterbury proibito d'Italo Alfaro
- 1972 : Quoi ? (Che?) de Roman Polanski
- 1973 : Dernier Tango à Zagarol (Ultimo tango a Zagarol) de Nando Cicero
- 1973 : Chassés-croisés sur une lame de rasoir (Passi di danza su una lama di rasoio) de Maurizio Pradeaux
- 1974 : Le Profiteur (Il saprofita) de Sergio Nasca
- 1974 : Vive nous (it) (Abbasso tutti, viva noi) de Gino Mangini
- 1977 : Les Nouveaux Monstres (I nuovi mostri), segment Mammina e mammone de Dino Risi
- 1978 : Travolto dagli affetti familiari de Mauro Severino